# Гевиксман, Виталий Артемьевич
Виталий Артемьевич Гевиксман (11 февраля 1924 Ленинград, РСФСР, СССР — 17 января 2007 Москва, Россия) — советский и российский композитор, Заслуженный деятель искусств Российской Федерации (2003).

## Биография
Сын дирижёра А. А. Гевиксмана (1895—1974). После окончания в 1948 Свердловской государственной консерватории, несколько лет работал старшим музыкальным редактором ЦСДФ. Впервые выступил в кино как композитор в 1950 году, написав музыку к научно-популярному фильму «Соперники».
Скончался 17 января 2007 года. Похоронен в Москве на Митинском кладбище

## Творчество
Автор музыки ко многим фильмам, главным образом документальным («Монголия», 1954; «По Индонезии», 1955; «Сто дней в Бирме», 1957) и научно-популярным («Вьетнамские этюды» 1958 и др.), но также и к нескольким художественным лентам («Цепная реакция», «Сашка») и мультфильмам («Дракон», «Стрекоза и муравей», «Лабиринт», «Аргонавты»). Создал оперы «Мастер и Маргарита» и «Принц и нищий». Особое место в творчестве Виталия Артемьевича занимала музыка к документальному сериалу «Великая Отечественная», и её главный лейтмотив — песня «Берёзовые сны». Довольно популярной была его музыка к фильму «По Индонезии» В. В. Микоши с песней «Моя Индонезия» (исполняется в виде оркестровой сюиты «Индонезийская сюита»).

## Награды и звания
- Орден «Знак Почёта».
- Заслуженный деятель искусств Российской Федерации (17 марта 2003 года) — за заслуги в области искусства [4].
- Награждён орденом в составе группы создателей киноэпопеи «Великая Отечественная», где написал музыку к 10 сериям из 20. Внесён в Российскую книгу рекордов Гиннесса 2000 года, как самый пожилой композитор, победивший на конкурсе фортепианных дуэтов в Японии.

## Музыкальные произведения
- «Африканская рапсодия» (1959). Для симфонического оркестра. Основа — фольклор Африки. 9’. Состав оркестра: камерный оркестр + 2 ксилофона.
- «Блэк энд уайт» (1949) Для голоса в сопровождении фортепиано. Слова В. Маяковского. 8’.
- «Великая Отечественная» (1980). Музыка к советско-американской кино-эпопее «Великая отечественная». 34’. Состав оркестра: двойной состав + piccolo.
- «Екатеринбургский бал» (1946) Мюзикл. Либретто Н. Мягкого и Г. Варшавского. 2,5 часа.
- «Золотой петушок» (1985) Балет по сказке А. С. Пушкина. Либретто С. Решетов. Более 2 часов.
- «Измаил-Бей» (1938). Симфоническая картина. Навеяна сюжетом одноименной поэмы М. Ю. Лермонтова. 10’. Состав оркестра: парный симфонический оркестр.
- «Инверсии» (1974) Пять пьес для камерного ансамбля. 20’.
- «Индийская рапсодия» (1952) Симфоническая поэма на основе индийских народных тем. 12’. Состав оркестра: двойной состав.
- «Индийские картины» (1954) Симфоническая сюита. На основе фольклора. 20’. Состав оркестра: парный симфонический оркестр.
- «Испанская рапсодия» (1955) для скрипки и фортепиано. 10’.
- «Капитанская дочка» (1971) Мюзикл по А. Пушкину. Либретто Г. Фере. 2 часа.
- «Мастер и Маргарита» (1994) Опера в 7 картинах. По мотивам романа М.Булгакова. Либретто В. Гевиксман и С. Решетов. 2 часа.
- «Медея» (1995) Одноактный балет (по мотивам сюжета мифа об Аргонавтах). 50’.
- «Недотрога» (1969) Мюзикл. Либретто (оригинальное) В.Шульжик и Г.Фере. 2,5 часа.
- «Неизвестный конвой» (1980) Симфоническая сюита. 20’. Состав оркестра: двойной состав + piccolo.
- «Неизвестный солдат» (1980) Симфоническая картина. 12’. Состав оркестра: двойной состам + piccolo.
- «Облако в штанах» (1978) Оратория. Слова В.Маяковский. 35’. Состав оркестра: 3 Fl., 2 ob. + английский рожок, 2 кларнета, 3 трубы, 4 валторны, 3 tr-ne + струнный.
- «Ода меценату» (1995) Пьеса для голоса, блокфлейты, виолы-да-гамба и клавесина. Текст Квинта Горация (латынь). 6’.
- «Песнь Песней царя Соломона» (1999) Композиция для хора, солистов, органа/или в сопровождении струнного ансамбля. 12’.
- «Принц и нищий» (1970) Комическая опера по М.Твену. Либретто Г.Варшавский. 2,5 часа.
- «Пять псалмов» (1988) для сопрано, скрипки, виолончели и фортепиано. 25’.
- «Реквием Этернам» (1998) (Реквием памяти жертв геноцида) Для хора, органа, солистов в сопровождении труб и ударных инструментов. 35’.
- «Ритмы» (1973) Три пьесы для камерного ансамбля. 15’.
- «Северная война» (1990) Ораториальная композиция. 15’. Состав оркестра: двойной состав симфонического оркестра и чтец.
- «Снежная королева» (1960) Балет по сказке Г. Х. Андерсена. Либретто Л. И. Лукин. Более 2,5 часов.
- «Страсти по Апостолу Луке» (2000) Оратория для хора, солистов, органа и других инструментов. 40’.
- «Цветок Девона» (1960—1966) Цикл песен (12) на стихи английских поэтов для голоса в сопровождении фортепиано (Р. Бёрнс, А. Тениссон, А. Милн в переводе С. Маршака).
- «Чёрная магия» (1985) Мюзикл по мотивам М. Булгакова. Либретто Г. Фере и С. Решетов. 2,5 часа[5].
- «Чёрная магия» (1986) Мюзикл. Либретто В.Гевиксмана и С.Решетова. 2 часа.
- «Четыре русские песни» (1964) Симфоническая сюита. 12’. Состав оркестра: двойной состав.
- «Я свечу зажигаю в окне» (1985) Камерный одноактный балет на основе музыки к киноэпопее «Великая Отечественная». Либретто (оригинальное) Е. Панфилова. 45’.
- Восемь хоров (1988) на стихи русских поэтов. Слова Ф. Тютчева, А. Фета, А. Блока. 16’.
- Две пьесы (1959) для четырёх труб в старинном стиле. 4’.
- Две пьесы (1959) для ансамбля «Рококо»: «Канцона» и «Аллеманда». 6’.
- Две пьесы (1971) для фагота и фортепиано: «Мелодия» и «Юмореска». 6’.
- Две пьесы (1995) для фортепиано. 7’.
- Двенадцать песнопений. Месса. (1989) Состав оркестра: солисты, хор, сопрано и меццо сопрано, орган, 3 трубы + литавры. 32’.
- Концерт (1948) для фортепиано с оркестром. 20’. Состав оркестра: двойной состав.
- Концерт (1965) для клавесина, флейты и струнного ансамбля. 10’.
- Концерт (1990) для скрипки с оркестром. 20’. Состав оркестра: деревянные духовые, 4 валторны и все струнные.
- Концерт (2001) для фагота в сопровождении фортепиано или струнного ансамбля. 12’.
- Песни из кинофильмов:
  - «На причале». Стихи Б. Окуджавы (из к/ф «Цепная реакция»).
  - «Моя Индонезия». Стихи В.Корчагина (обработка песни индонезийского композитора Исмаила Марзуки; из фильма «По Индонезии»).
  - «Берёзовые сны» (1976) Стихи Георгия Фере (из музыки к киноэпопее «Великая Отечественная»). 3,5’.
- Псалмы (1988) Три пьесы для хора. 12’.
- Секстет (1960) Для 2 скрипок, альта, 2 виолончелей и контрабаса. 7’.
- Симфониетта (1964) в 4 частях, на русские народные темы. 14’. Состав оркестра: двойной состав.
- Симфония № 2 (1972) (Carmin Horati — Песни Горация) с хором и солистом в 4 частях. На слова римского поэта Moralius Quintus (на латинском языке). Памяти А.Блока. 40’. Состав оркестра: тройной состав + хор + солист-баритон.
- Симфония № 3 (1956) Состав оркестра: малый симфонический оркестр. 20’.
- Симфония № 1 (1947) в 3 частях. 40’. Состав оркестра: двойной состав.
- Струнный квартет № 2 (1962) 25’.
- Струнный квартет № 4 (2002) 20’.
- Струнный квартет № 5 (2002) 15’.
- Струнный квартет № 1 (1949) 24’.
- Струнный квартет № 3 (1998) 20’.
- Сюита (1947) памяти Ф. Листа для фортепиано в 6 частях. 23’.
- Цикл песен (1985—1995) для двух голосов и фортепиано (или камерного ансамбля). Стихи А.Блока. По 3’ каждая.
- Шесть песен на стихи Булата Окуджавы для голоса в сопровождении камерного ансамбля (или фортепиано):
  - 1. Скорей, скорей!
  - 2. Мой принц
  - 3. Твои глаза
  - 4. Звезда падающая
  - 5. Бумажный солдатик 6. Открытая дверь
- Шесть песен (1989—1999) на стихи Александра Блока (20’):
  - 1. Я шёл во тьме
  - 2. Город
  - 3. Поэт
  - 4. Незнакомка
  - 5. Балаганчик
  - 6. Чёрный человек
- Шесть поэм (1976) для хора и малого барабана. На слова В.Маяковского. 20’.
- Шесть пьес (1999) для двух фортепиано. 20-25’.
- Шесть пьес (2002) в романтическом стиле (памяти Ф.Листа) Для 2-х фортепиано. 25’

## Фильмография
Мультфильмы
- 1961 — Дракон
- 1961 — Стрекоза и муравей
- 1962 — Чудесный сад
- 1963 — Баранкин, будь человеком!
- 1963 — Дочь солнца
- 1965 — Рикки-Тикки-Тави
- 1967 — Сказка о золотом петушке
- 1969 — Возвращение с Олимпа
- 1971 — Лабиринт
- 1971 — Аргонавты
- 1973 — Персей
- 1974 — Прометей

Художественные фильмы
- 1956 — Серый разбойник
- 1957 — В тихом океане
- 1957 — Новый аттракцион
- 1962 — Цепная реакция
- 1969 — За вашу и нашу свободу
- 1975 — Танец орла
- 1982 — Сашка
- 1984 — Дом на дюнах
- 1986 — Я сделал все, что мог

Документальные фильмы
- 1955 — По Индонезии
- 1956 — Утро Индии
- 1960 — Праздник в Либерии
- 1961 — Порт-Саид
- 1961 — Рабиндранат Тагор
- 1962 — Москва-Антарктида
- 1962 — Закон подлости
- 1963 — Салом, Бахор
- 1963 — Звёздный путь
- 1963 — «Сокол» и «Беркут» в Бразилии
- 1963 — Андриян Николаев - гость Индонезии
- 1963 — Альманах кинопутешествий №1
- 1963 — Два дня в Непале
- 1963 — Наедине с природой
- 1963 — Желанные гости
- 1963 — Мой Ташкент
- 1963 — Обвинению подлежат
- 1964 — Индонезия и Бирма приветствуют героев
- 1964 — Магистраль
- 1964 — Дальневосточные рассказы
- 1964 — Самарканд-Бухара
- 1964 — Путь в завтра
- 1965 — Копыта, колеса и 8 веков
- 1966 — Мир без игры
- 1966 — Подвиг (Феликс Дзержинский)
- 1967 — Тува — перекресток времен
- 1967 — Лицом к лицу с расизмом
- 1967 — Ветер века
- 1968 — Время-жить!
- 1969 — Велико-Тырново
- 1972 — Дети нашего века
- 1973 — Паутина
- 1974 — Подвиг баталера Новикова
- 1976 — Дом наш, земля наша
- 1979 — Великая Отечественная. Неизвестная война
- 1980 — Репортаж с Карибского меридиана
- 1980 — Этот «свободный» мир
- 1987 — Роман Кармен, которого мы знаем и не знаем
- 1988 — Вук и Россия
- 1994 — Никита Хрущёв